# Ngrawan (Getasan)
Ngrawan is een bestuurslaag in het regentschap Semarang van de provincie Midden-Java, Indonesië. Ngrawan telt 1420 inwoners (volkstelling 2010).